# Peter e Iona Opie
Peter Mason Opie (1918—1982) e Iona Archibald Opie (nascida Iona Archibald, 1923) foram um casal de folcloristas, os quais aplicaram técnicas modernas à literatura infantil, resumida em seus estudos, The Oxford Dictionary of Nursery Rhymes (1952) e The Lore and Language of Schoolchildren (1959). Também são antologistas famosos e montaram grandes coleções de literatura, brinquedos e jogos infantis.

## Obras selecionadas
- I Saw Esau: Traditional Rhymes of Youth (1947)
- The Oxford Nursery Rhyme Book (1955)
- Children's Games in Street and Playground (1969)